# Berville, Val-d'Oise
Berville är en kommun i departementet Val-d'Oise i regionen Île-de-France i norra Frankrike. Kommunen ligger i kantonen Marines som tillhör arrondissementet Pontoise. År 2022 hade Berville 370 invånare.

## Befolkningsutveckling
Antalet invånare i kommunen Berville
| Referens: INSEE |